# 国金中安文化集团
国金中安文化集团有限公司（简称：国金传媒、国金影业），成立于2010年，是一家集原创IP运营、影视制作与发行、艺人经纪为一体的综合性文化产业。国金中安文化集团前身是北京国金星梦娱乐文化有限公司，是一家法人独资企业，隶属于国金控股集团公司。
2017年3月，国金控股集团成功签下《中国缉毒秘密战》一书的电影改编权及拍摄权。2018年5月15日，香港演员林雪先生参加《绝密较量》影视作品的新闻发布会，并代表国金传媒发言。
2019年6月16日，国金控股携手《中国缉毒秘密战》初亮相于上海电影节的「中影之夜」。

## 作品（中國大陸）

### 版权小说
| 年份   | 劇名               | 作者 |
| 2004年 | 《死亡之窟》       | 沉石 |
| 2007年 | 《女人四十》       | 沉石 |
| 2010年 | 《谍爆》           | 沉石 |
| 2011年 | 《谍杀》           | 沉石 |
| 2013年 | 《血战腾冲》       | 沉石 |
| 2015年 | 《中国侦察兵》     | 沉石 |
| 2017年 | 《绝美飞行员》     | 沉石 |
| 2017年 | 《中国缉毒秘密战》 | 沉石 |
|        | 《玉门关》         | 沉石 |
|        | 《国家战略》       | 沉石 |

### 版权作品
- 话剧《北京无冬天》
- 《三个女人的秘密》
- 《神秘中央警卫局》
- 《绝密50号基地》
- 《第二道封锁线》
- 《最可爱的人》
- 《少校女记者》
- 《女刑警》
- 《绝密较量》